# Ždírec, Havlíčkův Brod
Ždírec là một làng thuộc huyện Havlíčkův Brod, vùng Vysočina, Cộng hòa Séc.